# José Manuel Rodríguez Uribes
José Manuel Rodríguez Uribes (ur. 9 października 1968 w Walencji) – hiszpański prawnik, filozof prawa, nauczyciel akademicki i polityk, profesor, w latach 2020–2021 minister kultury i sportu.

## Życiorys
Ukończył studia prawnicze na Uniwersytecie w Walencji, doktoryzował się w tej dziedzinie na Universidad Carlos III de Madrid. Nauczyciel akademicki, specjalista w zakresie filozofii prawa, autor publikacji książkowych. W latach 2001–2004 był profesorem tytularnym na macierzystej uczelni w Walencji, po czym objął tożsame stanowisko na UC3M. Od 2016 do 2018 kierował instytutem praw człowieka na tym uniwersytecie. Zajmował też różne stanowiska w administracji rządowej. Był szefem gabinetu komisarza do spraw wsparcia dla ofiar terroryzmu (2004–2005) oraz dyrektorem generalnym w DGAVT, rządowej instytucji zajmującej się wsparciem ofiar terroryzmu (2005–2011).
Działacz Hiszpańskiej Socjalistycznej Partii Robotniczej (PSOE), został sekretarzem wykonawczym partii do spraw laicyzacji. Od czerwca 2018 do kwietnia 2019 był przedstawicielem hiszpańskiego rządu we Wspólnocie Madrytu. W 2019 uzyskał mandat deputowanego do Zgromadzenia Madryckiego.
W styczniu 2020 objął stanowisko ministra kultury i sportu w drugim gabinecie Pedra Sáncheza. Zakończył urzędowanie w lipcu 2021.

## Publikacje
- Opinión pública. Concepto y modelos históricos, Madryt 1999.
- Sobre la democracia de Jean-Jacques Rousseau, Madryt 1999.
- Formalismo ético y constitucionalismo, Walencja 2002.
- Las víctimas del terrorismo en España, Madryt 2013.
- Gregorio Peces-Barba. Justicia y Derecho (La Utopía Posible), Madryt 2015.
- Elogio de la laicidad. Hacia el Estado laico: la modernidad pendiente, Madryt 2017.